# Jean-Marie Luciani
Pour les articles homonymes, voir Luciani.
Jean-Marie Luciani est un dirigeant sportif français né le 24 avril 1921 à Corte et mort le 5 octobre 1988 à Marseille.
Il préside le club de l'Olympique de Marseille de 1963 à 1965. Le club ne remporte aucun titre sous sa présidence.